# Ixodes rugosus
Ixodes rugosus är en fästingart som beskrevs av Bishopp 1911. Ixodes rugosus ingår i släktet Ixodes och familjen hårda fästingar. Inga underarter finns listade i Catalogue of Life.